# Tërpan
Tërpan è una frazione del comune di Poliçan in Albania (prefettura di Berat).
Fino alla riforma amministrativa del 2015 era comune autonomo, dopo la riforma è stato accorpato, insieme agli ex-comuni di Poliçan e Vërtop a costituire la municipalità di Poliçan.

## Località
Il comune è formato dall'insieme delle seguenti località:
- Terpan
- Teman
- Paraspuar
- Tozhar
- Vokopol
- Dodovec
- Rehove
- Zhapokike
- Corogjaf
- Panarit
- Plashnik i Madh
- Lugas
- Zhitom i Madh
- Zhitom i Voge